# Комерово
Комерово (пол. Komierowo) — село в Польщі, у гміні Семпульно-Краєнське Семполенського повіту Куявсько-Поморського воєводства.
Населення — 347 осіб (2011).
У 1975-1998 роках село належало до Бидгощського воєводства.

## Демографія
Демографічна структура станом на 31 березня 2011 року:
|          | Загалом | Допрацездатний вік | Працездатний вік | Постпрацездатний вік |
| -------- | ------- | ------------------ | ---------------- | -------------------- |
| Чоловіки | 167     | 30                 | 120              | 17                   |
| Жінки    | 180     | 47                 | 98               | 35                   |
| Разом    | 347     | 77                 | 218              | 52                   |